# 呋烟腙
呋烟腙是一种含氮有机化合物，化学式为C12H11N3O2，带有烟酰胺基团，可由异烟肼和2-乙酰呋喃合成，1955年首次合成，用于治疗结核病。